# Lecciones de tocador
Lecciones de tocador fue una serie española de televisión, emitida por TVE en 1983, dirigida por Jesús Yagüe e inspirada en los relatos publicados por Arturo Ruibal en la revista Posible.

## Argumento
Juan es un buscavidas, descarado y astuto que conoce al anciano Vizconde de los Harenes, un aristócrata toda la vida dominado por su madre hasta el reciente fallecimiento de ésta y que vive semi-recluido junto a su mayordomo Manolete y su cocinera Javiera. Juan encuentra posibilidad de hacer negocio y consigue ser contratado por el Vizconde para que le enseñe las técnicas más sofisticadas en el arte de seducir a las mujeres.

## Reparto
- Rafael Alonso ... Vizconde
- Luis Varela ... Juan
- José Lifante ... Manolete
- Rafaela Aparicio ... Javiera
- Luisa Fernanda Gaona ... Hija de Juan
- Flavia Zarzo

## Artistas invitados
Entre otros, pasaron por algún episodio de la serie:
- Natalia Dicenta
- Jenny Llada
- Cecilia Roth
- Elisenda Ribas
- Luis Lorenzo

## Listado de episodios
- El huérfano
- Use el autobús
- Los bajos fondos
- La sueca
- El ídolo de América
- Oferta de trabajo
- La primera conquista
- La estrella
- Hacienda somos dos
- Mesalina S.A.
- El último vicio